# مؤسسة هس
مؤسسة هس (المعروفة سابقًا باسم مؤسسة أمردا هس ) هي شركة طاقة عالمية أمريكية مستقلة تعمل في استكشاف وإنتاج النفط الخام والغاز الطبيعي . تم تشكيلها بواسطة اندماج شركة هيس النفط والكيميائية وشركة امردا للبترول في عام 1968 بقيادة ليون هيس . في عام 1995 خلفه ابنه جون بي هيس كرئيس ومدير تنفيذي. هيس ، ومقرها في مدينة نيويورك ، وضعت في المرتبة رقم 394 في قائمة شركات فورتشن 500 لعام 2016. في عام 2014 ، أكملت هيس تحولاً متعدد السنوات إلى شركة استكشاف وإنتاج عن طريق الخروج من جميع عمليات التكرير والتسويق ، وتوليد ما يقرب من 13 مليار دولار من مبيعات الأصول التي بدأت في عام 2013.
وللشركة عمليات استكشاف وإنتاج على الشاطئ: الولايات المتحدة وليبيا وخارجها: الولايات المتحدة (خليج المكسيك) وكندا وأمريكا الجنوبية (غيانا وسورينام) والدنمارك وجنوب شرق آسيا (ماليزيا ومنطقة التنمية المشتركة في ماليزيا وتايلاند).

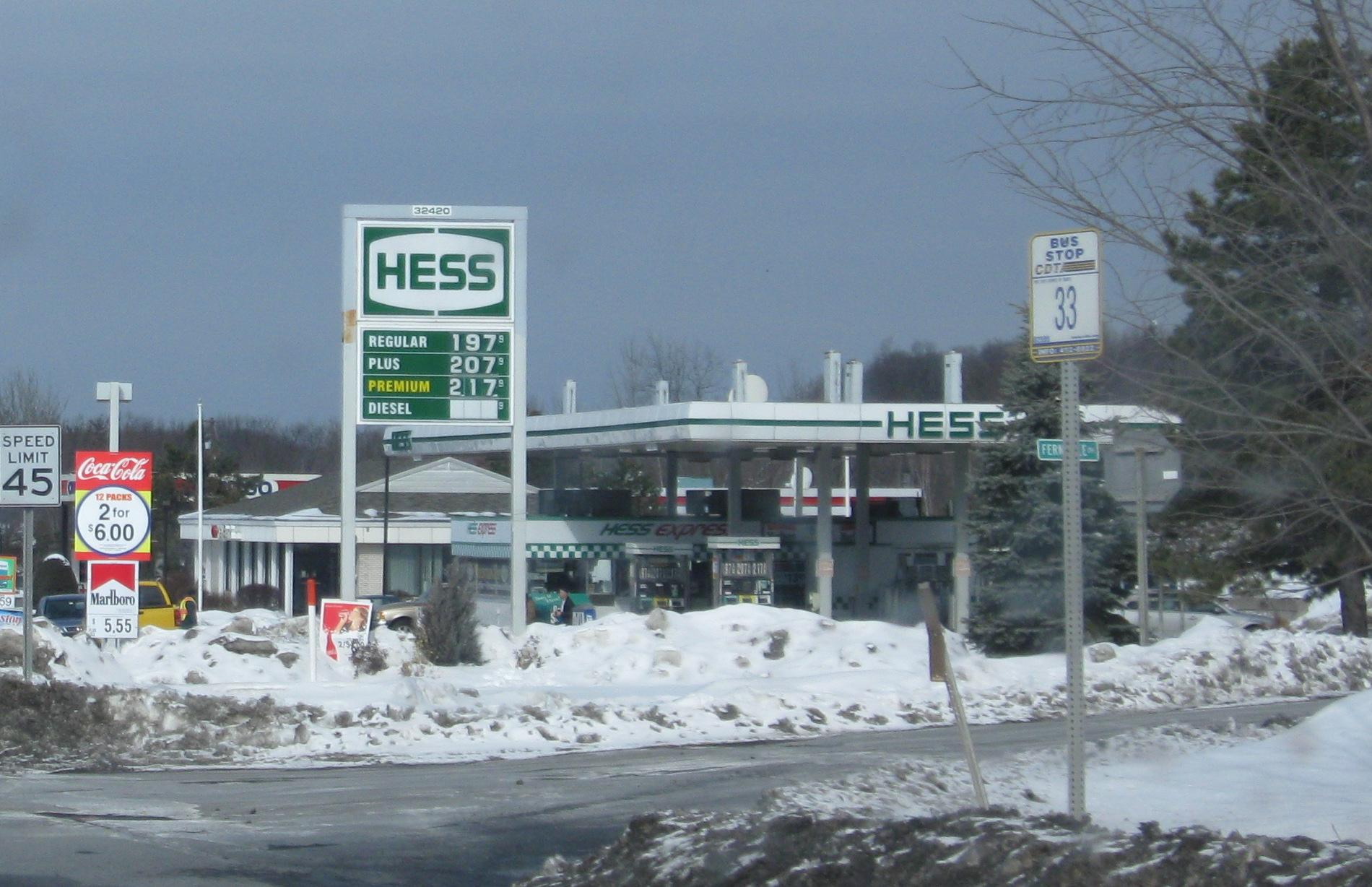
محطة هيس السابقة في مقاطعة رينسيلار ، نيويورك

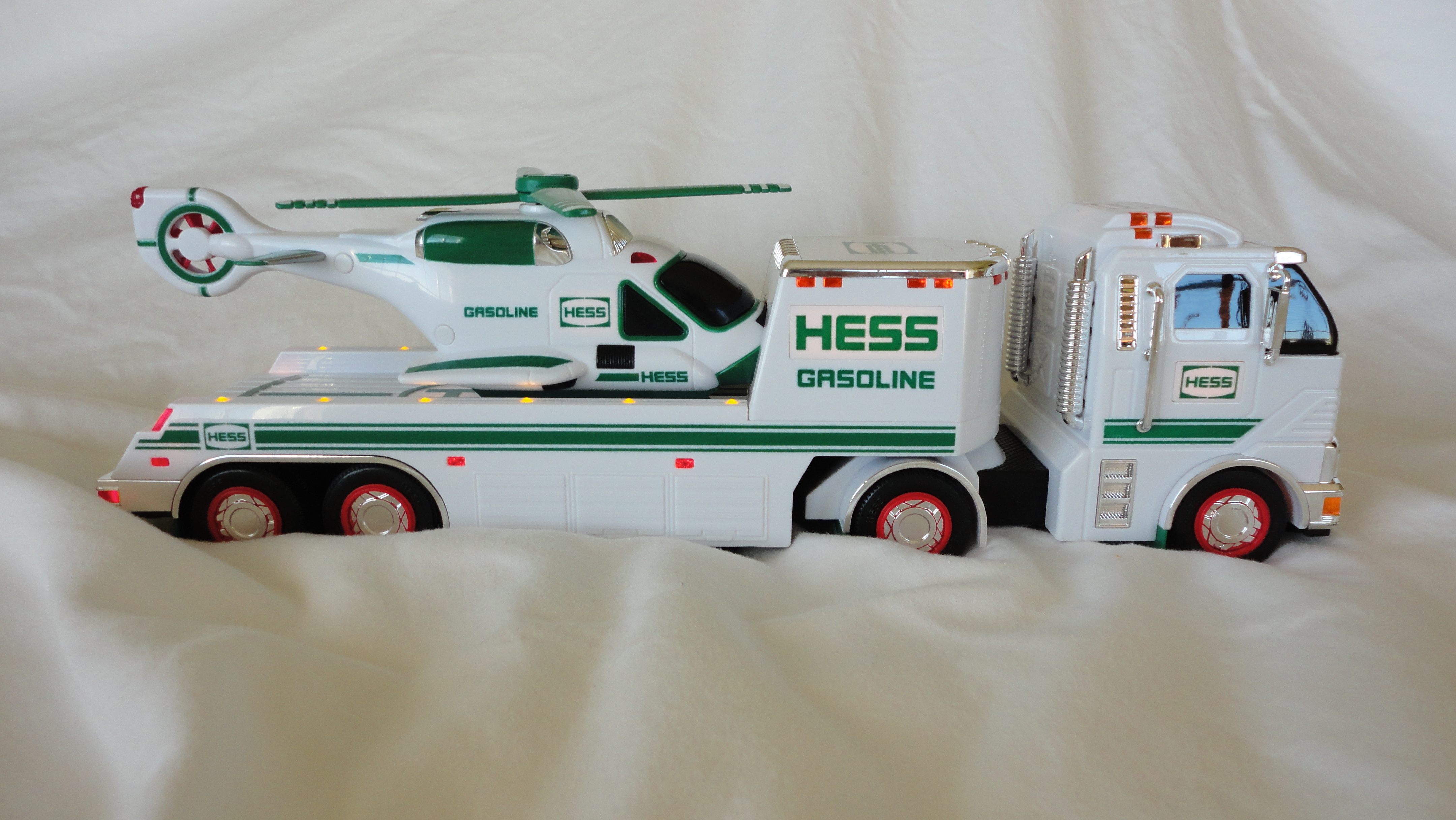
نسخة 2006 من لعبة هيس شاحنة

## روابط خارجية
- الموقع الرسمي